# تجگ
تجگ یک روستا در ایران است که در شهرستان خوسف واقع شده‌است. تجگ ۱۱۳ نفر جمعیت دارد.